# Nematoplana rubra
Nematoplana rubra är en plattmaskart som beskrevs av Curini-Galletti, Oggiano och Casu 2002. Nematoplana rubra ingår i släktet Nematoplana och familjen Nematoplanidae. Inga underarter finns listade i Catalogue of Life.